# Germain Castano
Pour les articles homonymes, voir Castano.
Germain Castano, né le 16 décembre 1971 au Creusot (Saône-et-Loire), est un ancien joueur de basket-ball professionnel français. Il mesure 1,84 m.

## Carrière

### Joueur
- ? - ? :  Torcy
- ? - 1992 :  Curgy Basket (Nationale 4)
- 1992 - 1994 :  Cergy-Pontoise BB (?)
- 1994 - 1995 :  Élan chalonnais (Nationale 2 puis Pro B)
- 1995 - 1996 :  Cholet Basket (Pro A)
- 1996 - 1997 :  Élan chalonnais (Pro A)
- 1997 - 2001 :  Besançon BCD (Pro A)
- 2001 - 2004 :  FC Mulhouse (Pro B)

### Entraîneur
- 2004 - 2005 :  assistant-coach FC Mulhouse (Pro B)
- 2005 - fin 2007 :  Besançon BCD (Pro B et Pro A)
- 2008 - 2009 :  Saint-Quentin BB (Pro B)
- 2009 :  assistant-coach Limoges CSP (Pro B)
- 2009 - décembre 2016 :  SOM Boulogne-sur-Mer (Nationale 1, Pro B puis Pro A)
- 2017 - 2024 :  Orléans Loiret Basket (Pro B puis Jeep Elite)

## Palmarès
- Champion de France de Nationale 2 en 1994
- Champion de France de Pro B

## Sources
- Maxi-Basket
- Le Journal de Saône-et-Loire